# Diagrama de Cremona

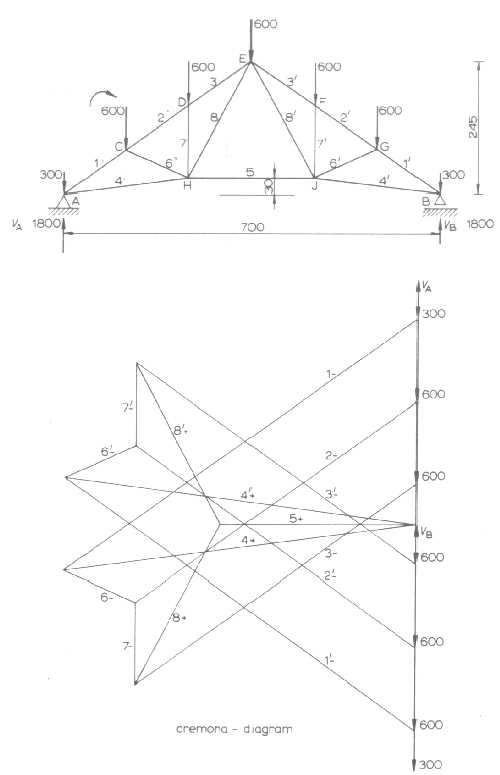
Diagrama de Cremona para una celosía plana

El Diagrama de Cremona (denominado también Método de Cremona-Maxwell) es un método gráfico para el cálculo de estructuras isostáticas de celosías.
El método fue popularizado por el matemático italianao Luigi Cremona a finales del siglo XIX. En la actualidad se sigue utilizando para los cálculos de reticulados (puentes, cerchas, marquesinas, etc.). El método se caracteriza por la yuxtaposición de los polígonos funiculares en cada nodo de la celosía.
El método es aplicable a celosías trianguladas que sean estáticamente determinadas, lo cual implica que necesariamente el número de barras (b) y el número de nudos (n) o intersecciones de barras satisfaga la relación:

{\displaystyle 2n-3=b\,}

## Definición
El diagrama de Cremona es una construcción geométrica que de hecho es una "dualidad" en el plano:
- A cada vértice de triángulo de la estructura plana original le corresponde un triángulo en el diagrama de Cremona-Maxwell.
- A cada segmento o fuerza de la estructura plana original le corresponde un segmento del diagrama de Cremona-Maxwell.
- A cada triángulo o región semiacotada de la estructura plana original le corresponde un punto en el diagrama de Cremona-Maxwell.

Las reglas que permiten dibujar el diagrama de Cremona-Maxwell hacen que a cada barra de la estructura original le corresponda un segmento en el diagrama. Puede demostrarse que la distancia entre dos puntos del diagrama de Cremona-Maxwell que definen una barra se corresponde con el esfuerzo axial de dicha barra en la estructura original.

## Construcción
Un diagrama de Cremona-Maxwell para una estructura reticular plana estáticamente determinada con fuerzas únicamente aplicadas sobre nudos de retículo se construye de acuerdo a las siguientes reglas:
1. Por cada fuerza exterior sobre la estructura original se dibuja una semirrecta con inicio el punto de aplicación de la carga en la dirección de la fuerza hacia el infinito.
2. El conjunto de semirrectas asocaciadas a las cargas que han sido descritas en el paso anterior junto con los retículos de la estructura dan una partición del plano euclídeo. Inicialmente se numeran las regiones exteriores o semiacotadas que en general tendrán un área no finita en sentido horario y a continuación se numeran el resto de regiones interiores.
3. Se asigna a la primera región numerada, un punto en el plano euclídeo que contendrá el diagrama de Cremona-Maxwell.
4. Se localiza una región contigua a la primera región numerada. La frontera entre estas dos regiones debe contener una fuerza de valor definido. Se dibuja en el diagrama de Cremona un segundo punto a partir del primero usando un vector de módulo y sentido la fuerza de valor definido.
5. Se localiza una región de área no finita contigua a uno de los puntos ya dibujados y se repite el paso anterior, hasta agotar todas las regiones no finitas que rodean a la estructura propiamente dicha.
6. Una vez situados todos los puntos correspondinetes a las regiones no finitas, se procede a dibujar los puntos asociados a las regiones interiores. Si una región i es contigua a las regiones j y k y estos puntos ya han sido construidos en el diagrama de Cremona, se construye una recta paralela a la frontera de las regiones i y k de la estructura real pasando por el punto k del diagrama de Cremona, y otra recta paralela a la frontera de i y j pasando por j. Estas dos rectas se cortan en un punto, que por definición es el punto i. Se aplica esta propiedad tantas veces como haga falta hasta completar todas las regiones finitas o interiores.

Una vez finalizado el proceso para una estructura de n nudos con b barras y f fuerzas formando r regiones, el diagrama de Cremona constará de r puntos, b+f segmentos (algunos puntos pueden ser dobles por lo que deben contarse con multiplicidad). Las distancias entre los b+f pares relevantes del diagrama de Cremona están en proporción directa con las fuerzas de las barras de la estructura, por lo que el valor de las fuerzas pueden ser derivadas por una simple regla de tres.
Una vez determinada la magnitud de los esfuerzos de las barras, debe determinarse el tipo de esfuerzo (tracción o compresión). Esto requiere reglas adicionales, pero existe un algoritmo para determinar el tipo de esfuerzo de manera mecánica.